# Gershon Legman
Gershon Legman, né le 2 novembre 1917 à Scranton en Pennsylvanie et mort le 23 février 1999 à Grasse dans les Alpes-Maritimes, est un écrivain et bibliographe américain, auteur de nombreux essais sur les paraphilies et les jeux de langage.

## Parcours
Le décès de Gershon Legman en 1999 a permis de mettre en lumière sa vie restée longtemps mystérieuse.
Très jeune, Legman s'intéresse aux sexualités, aux récits folkloriques grivois ou paillards et aux origamis, domaines relativement délaissés par les études universitaires américaines. En 1940, il publie son premier ouvrage, Oragenitalism, Part I: Cunnilinctus (i.e. : Oragénitalisme : le Cunnilingus) sous le pseudonyme de Roger-Maxe de la Glannege (une anagramme de son nom). Le tirage est immédiatement saisi et en partie détruit par la police.
Il collabore sur le plan bibliographique aux recherches du Kinsey Institute mais s'éloignera d'Alfred Kinsey pour des raisons personnelles.
En 1949, il publie et distribue lui-même son essai Love and Death, une attaque en règle de la censure qui frappe via l'appareil législatif américain tous les travaux relatifs aux sexualités jugées non conformes. Il est condamné pour violation des règlements postaux qui interdit de distribuer du matériel jugé pornographique. Il choisit alors de quitter les États-Unis vers 1952 et s'installe dans un petit village près de Valbonne en Provence.
Il développe un intérêt prononcé pour l'origami, contribuant à la diffusion mondiale de cet art. Il correspond avec l'origamiste argentine Ligia Montoya et participe à l'importation en Europe du travail de l'origamiste japonais Akira Yoshizawa.
En 1953, il publie The Limerick également à compte d'auteur, mais imprimé en France cette fois, une anthologie de 1 700 limericks, essentiellement grivois ou à connotation érotique : le texte est en anglais et savamment documenté, et fait aujourd'hui référence. Il est possible que cet ouvrage fut imprimé avec l'aide de Maurice Girodias. Il rééditera cet ouvrage en 1977 puis en 1980, avec de nouveaux ajouts.
En 1955, il est le commissaire d'une exposition autour d'Akira Yoshizawa au Stedelijk Museum (Amsterdam).
En 1966, il réédite chez Grove Press, avec un appareil de notes, Ma vie secrète (My Secret Life), confession sexuelle attribuée dès 1962 par Legman à Henry Spencer Ashbee et originellement publiée par Auguste Brancart en 1888.
En 1968, son œuvre majeure paraît : Rationale of the Dirty Jokes comprend plus de 2000 exemples commentés de blagues salaces empruntées aux répertoires occidentaux.
Legman se maria trois fois et eut quatre enfants.

## Publications
Principales œuvres
- Roger-Maxe de la Glannege [pseud.] : Oragenitalism, an Encyclopaedic Outline of Oral Technique in Genital Excitation, Part I: Cunnilinctus, New York, Jacob Brussel, 1940 - rééd. : The Julian Press Inc., 1969
  - Traduction : Oragénitalisme : techniques de l'amour oral, trad. de Daniel Mauroc, Paris, Truong, 1970
- Love and Death: A Study in Censorship, New York, Breaking Point [Osmond Beckwith], 1949 - rééd. en 1963
- Bibliography of Paper-folding, Journal of Occasional Bibliography, 1952
- [anonym.] The Limerick, Paris, Les Hautes Études, 1953 - rééd. à New York sous le titre The New Limerick: 2750 Unpublished Examples, American and British  (ISBN 0-517-53091-0)
- The Horn Book, Studies in Erotic Folklore and Bibliography, New York, University Books, 1964  (ISBN 0-224-61866-0)
- Rationale of the Dirty Joke: An Analysis of Sexual Humor, New York, Grove Press, 1968 - rééd. par Indiana University Press, 1982  (ISBN 978-0-253-34777-0)
- No Laughing Matter: An Analysis of Sexual Humor, Indiana Univ Press, 1982  (ISBN 978-0253347763)

Autre oeuvres
- 1940. 'Roger-Maxe de la Glannège' (pseud.). Oragenitalism. An encyclopedic outline of oral excitation. Part I. Cunnilinctus. N.p., N.e., (New York,Jacob Brussel),1940. 63pp. New revised and augmented edition : Oragenitalism. Oral techniques in genital excitation. New York, Julian Press, 1969. 319pp. Contains five sections. I – Cunnilinctus. II – Fellation. IIa – A practical treatise. III – Irrumation. IV – The Sixty-Nine.
- 1949. (With Burt Franklin). David Ricardo and Ricardian Theory. A bibliographical checklist. New York, Burt Franklin,1949. vi, 88pp.
- 1949. Love and Death. A study in censorship. New York, Breaking Point, 1949. 95pp. New Edition: New York, Hacker Art Books, 1963.
- 1950. (With G. V. Hamilton). On the Cause of Homosexuality. Two essays the second in reply to the first. New York, Breaking Point, 1950. 31pp.
- 1952. Bibliography of Paper-Folding. N.p., Journal of Occasional Bibliography, 1952. 8pp.
- 1953. (Jarry) Alfred Jarry. King Turd. Trans. G. Legman & Beverley Keith. Translator's Note by G. Legman. New York, Boar's Head Books, 1953. 189pp.
- 1953. The Limerick. 1700 examples with notes variants and index. Paris: Les Hautes Etudes, 1953. 517pp.
- 1964. The Horn Book. Studies in erotic folklore and bibliography. New York, University Books, 1964. 565pp. (U.K. edition : Jonathan Cape. 1970). Spanish translation: Mexico City, Ediciones Roca, 1974.
- 1965. (Burns) The Merry Muses of Caledonia. Collected and in part written by Robert Burns. Edited by G. Legman. New York: University Books, 1965. lxv, 326pp.
- 1966. (Farmer & Henley) John S. Farmer & W. E. Henley. Dictionary of Slang & Its Analogues. Volume I. Revised Edition. Introductions by Lee Revens & G. Legman. New York, University Books, 1966. xcvii, 461pp.
- 1966. (Afanasyev) Aleksander N. Afanasyev. Russian Secret Tales. Folklore annotations by Giuseppe Pitré. Illus. Leon Kotkofsky. Introduction by G. Legman. New York, Brussel & Brussel, 1966. xxix, xix, 306pp. New Edition: Baltimore, Clearfield, 1988. Contains new foreword by Alan Dundes.
- 1966. (With others). The Guilt of the Templars. By G. Legman, Henry Charles Lea, Thomas Wright, George Witt, Sir James Tennent, Sir William Dugdale. Prefatory note by Jacques Barzun. New York: Basic Books, 1966. xi, 308pp., illus.
- 1967. The Fake Revolt. The naked truth about the hippy revolt. New York: Breaking Point, 1967. New Edition. New York: Breaking Point, 1969.
- 1968. Rationale of the Dirty Joke. An analysis of sexual humor. First series. New York: Grove Press, 1968. 811pp.
- 1975. No Laughing Matter. Rationale of the Dirty Joke. Second Series. New York: Breaking Point, 1975. 992pp.
- 1976. (Twain). The Mammoth Cod. And address to The Stomach Club with an introduction by G. Legman. Milwaukee: Maledicta, 1976. 25pp.
- The New Limerick: 2750 Unpublished Examples, American and British. New York, 1977,  (ISBN 0-517-53091-0))
- 1979. (McCosh) Sandra McCosh. Children's Humour. Introduction G. Legman. London: Panther, 1979. 335pp.
- 1982. The Art of Mahlon Blaine. A Reminiscence by G. Legman. With a Mahlon Blaine bibliography compiled by Roland Trenary. East Lansing, Peregrine Books, 1982. 26, 82pp. illus.
- 2009. A Word on Caxton's 'Dictes'. Introduction Karl Orend. Paris, Alyscamps Press (St.Yon Pamphleteers Series: Volume 1), 2009. xi, 31pp. New Edition: St.Yon & Paris, Alyscamps Press & Michael Neal, 2011.
- 2016. I Love You, I Really Do (Part I). CreateSpace Independent Publishing Platform. First volume of Legman's autobiography. 498pp.   (ISBN 978-1530187720)
- 2016. I Love You, I Really Do (Part II). CreateSpace Independent Publishing Platform. Second volume of Legman's autobiography. 528pp.  (ISBN 978-1535486743)
- 2017. Mooncalf. CreateSpace Independent Publishing Platform. Third volume of Legman's autobiography. 562pp.  (ISBN 978-1540457929)
- 2017. World I Never Made. CreateSpace Independent Publishing Platform. Fourth volume of Legman's autobiography. 668pp.  (ISBN 978-1548442439)
- 2018. Musick to My Sorrow. CreateSpace. Fifth volume of Legman’s autobiography. 598pp.  (ISBN 978-1984077745)
- 2018. Windows of Winter & Flagrant Delectations. CreateSpace. Sixth volume of Legman's autobiography. 747pp.  (ISBN 978-1724895424)